# Železniční trať Liberec – Žitava
Železniční trať Liberec–Žitava je jednokolejná hlavní trať spojující severočeský Liberec se saskou Žitavou. Trať vede údolím Lužické Nisy, krátký úsek se od roku 1945 nachází na území Polska. V českém jízdním řádu pro cestující je označena jako část trati 089. Český úsek trati je součástí celostátní dráhy.

## Historie
První úvahy o železničním spojení Žitavy s Libercem se objevily již na počátku čtyřicátých let devatenáctého století, Rakouské císařství však návrhům saských investorů nebylo příliš nakloněno. Mezinárodní smlouva na výstavbu trati byla podepsána až v roce 1853. Trať byla trasována jako hlavní, důsledkem je řada mostů a hlubokých zářezů. Viadukt přes Lužickou Nisu mezi Žitavou a Porajówem (Großporitsch) se svou délkou 741 metrů dodnes patří mezi nejdelší saské železniční mosty. Slavnostní otevření trati proběhlo 1. prosince 1859.
Provoz na trati nenaplňoval původní očekávání, na což mělo vliv i složité trasování navazující trati z Liberce přes Turnov dále na Vídeň a po roce 1875 také dokončení spojení Berlína s Vídní přes Frýdlant. K chystanému zdvojkolejnění trati tak nikdy nedošlo.

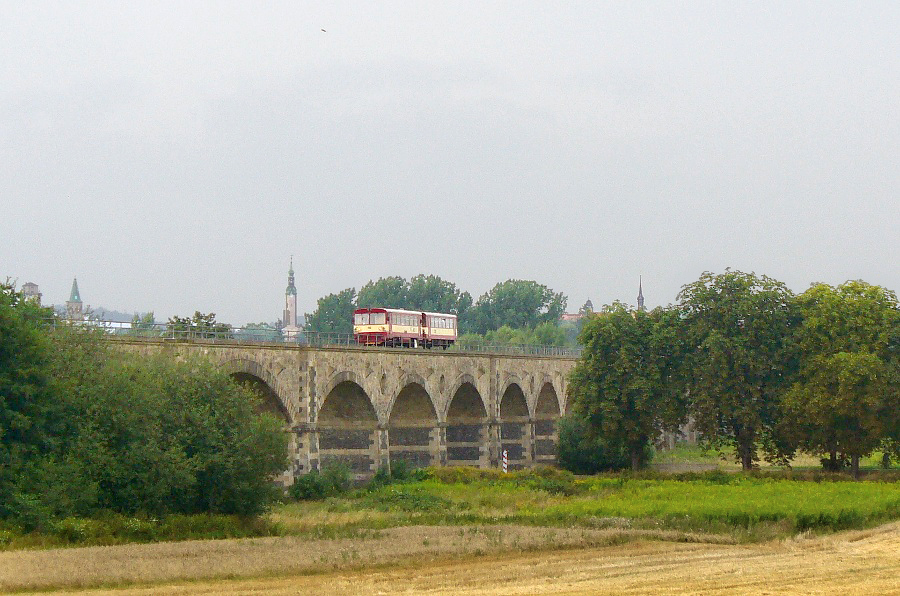
Viadukt přes Lužickou Nisu u Žitavy

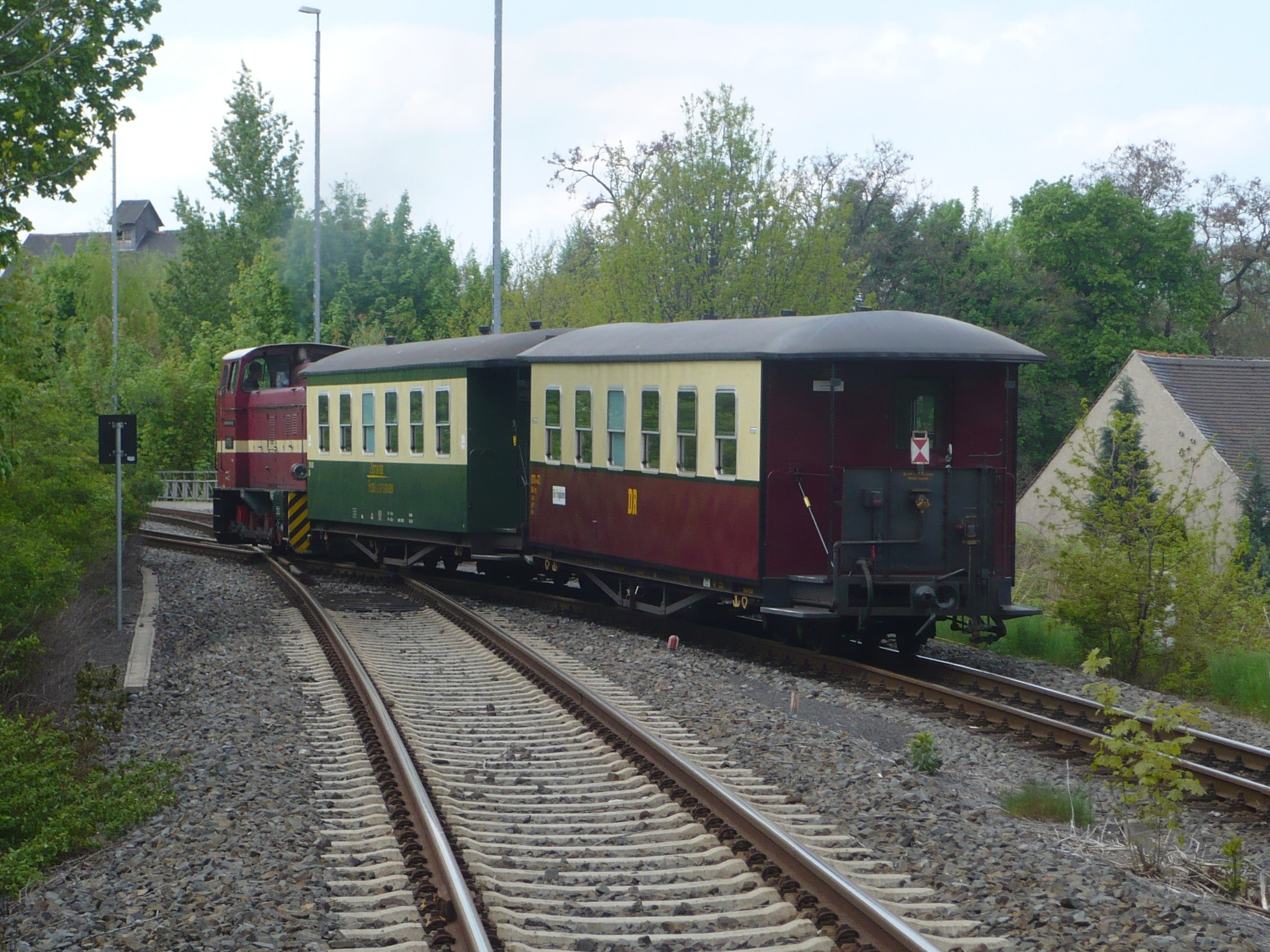
Úrovňové křížení s Žitavskou úzkorozchodnou drahou

Trať vystavěla a provozovala soukromá Zittau-Reichenberger Eisenbahn, v roce 1905 ji (včetně českého úseku) převzaly Saské státní dráhy. Po roce 1920 trať připadla Německým říšským dráhám (DR). Připomínkou saské minulosti trati jsou například ostrovní nástupiště v Chrastavě a v Hrádku nad Nisou, což na českých tratích srovnatelného významu není obvyklé.
Po roce 1945 připadl saský úsek s jednou výhybnou a jednou zastávkou ležící východně od Lužické Nisy státním polským drahám (PKP), českou část převzaly Československé státní dráhy. Přeshraniční provoz byl zastaven, ČSD obsluhovaly jen úsek Liberec – Hrádek nad Nisou. Po dlouhém vyjednávání byl v roce 1951 s velkou slávou obnoven provoz mezi Hrádkem a Varnsdorfem. Na polském a německém území vlaky nestavěly. Ve výhybně Porajów byly v sedmdesátých letech sneseny výhybky a následně i kolej včetně vlečky do areálu nedalekého zdravotnického zařízení.
Po zavedení bezvízového styku mezi ČSSR a NDR byly v roce 1972 zavedeny dva páry vlaků mezi Libercem a Žitavou, které byly využívány především pro malý pohraniční styk. V osmdesátých letech byl zaveden rychlík 480/481 „Kriváň“ na trase Drážďany–Košice.
V jízdním řádu Českých drah byla trať součástí tratě 089 Liberec–Zittau–Seifhennersdorf. V jízdním řádu 2007/2008 však nebyl ani jeden vlak, který by trať 089 projížděl celou. Vlaky z Liberce končily ve Varnsdorfu. Trať Liberec–Žitava využívaly též spoje Drážďany–Liberec, na českém a polském území byly motorové jednotky společnosti Deutsche Bahn obsluhovány českými posádkami, a vlaky společnosti Railtransport do Seifhennersdorfu. Vlaky společnosti Connex, která v předchozím období provozovala přepravu mezi Chotěbuzí a Libercem, nebyly do jízdního řádu 2007/2008 zařazeny.[zdroj?]

## Provoz v roce 2011

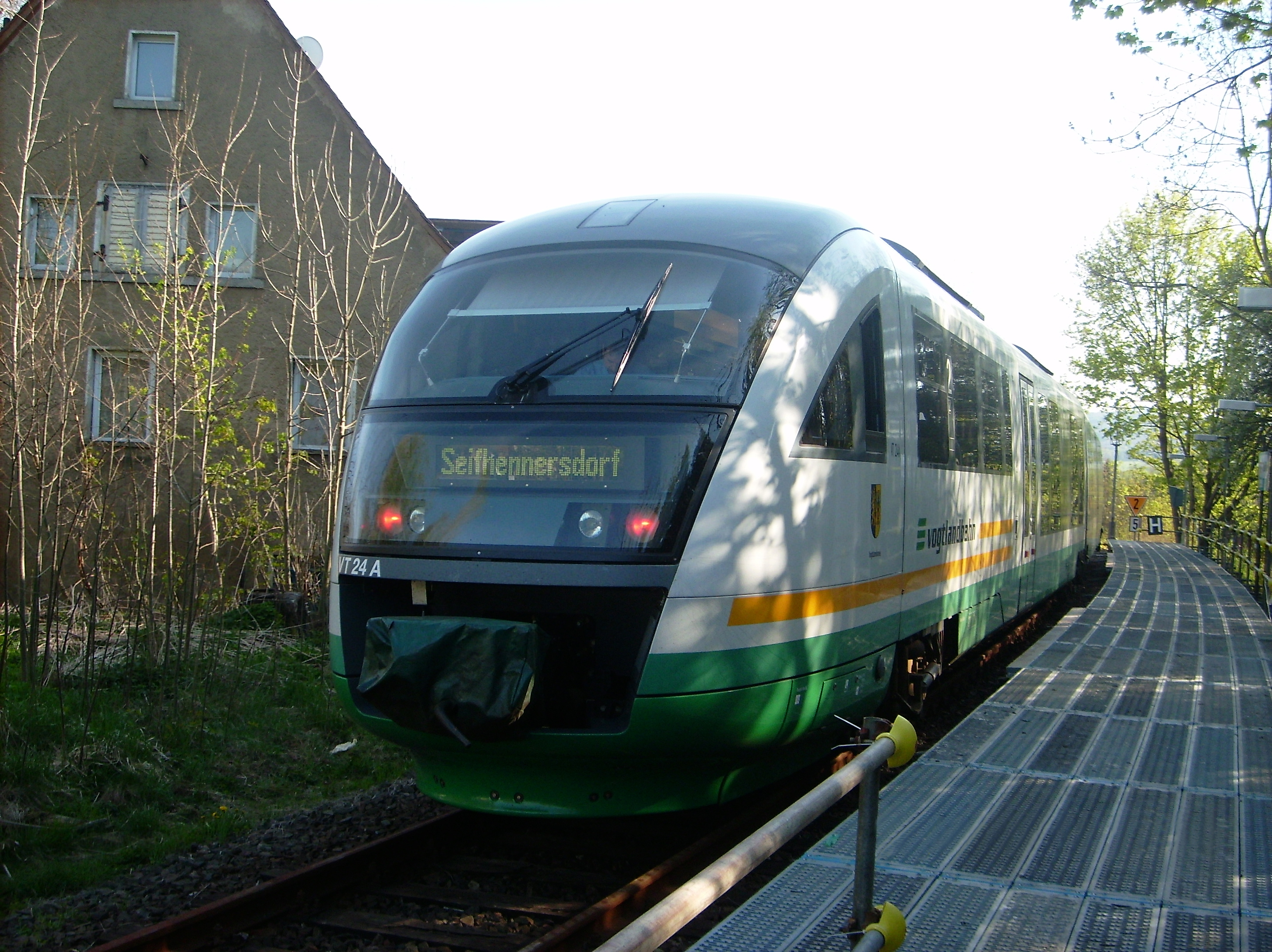
V současnosti je doprava zajišťována motorovými jednotkami řady Siemens Desiro

Od jízdního řádu 2010/2011 došlo k velkým změnám. Spěšné a osobní vlaky byly zajišťovány motorovými jednotkami řady Siemens Desiro. Osobní vlaky na této trati provozovala společnost Vogtlandbahn pod názvem Trilex. Spěšné vlaky do Drážďan zajišťovaly ČD / DB jako linku RE1. Osobní vlaky Trilex byly vedeny jednou za dvě hodiny v trase Liberec–Rybniště jednou za dvě hodiny v trase Liberec–Seifhennersdorf. To znamená, že mezi Libercem a Zittau byla provozována taktová doprava každou hodinu a to denně bez omezení.[zdroj?]

## Rekonstrukce polského úseku
V roce 2025 bylo vyhlášeno výběrové řízení na rekonstrukci polského úseku, kde je od roku 2012 traťová rychlost 40 km/h, před tím byla pouze 10 km/h. Vzhledem ke stavu trati bude nutné provést poměrně rozsáhlé práce. Kromě výměny pražců a kolejnic se plánuje i výměna stávajícího štěrku, který je z 80 % znečištěn. Náplní práce zhotovitele bude mimo jiné mechanické podbíjení koleje, úpravu kolejového lože do profilu, rekonstrukce bočních příkopů, zřízení odvodnění, zpevnění kolejového spodku a sanace železničních přejezdů. Stavba má být dokončena do 15. října 2025. Tento projekt však nezahrnuje dlouho plánovanou zastávku v obci Porajów.

## Stanice a zastávky

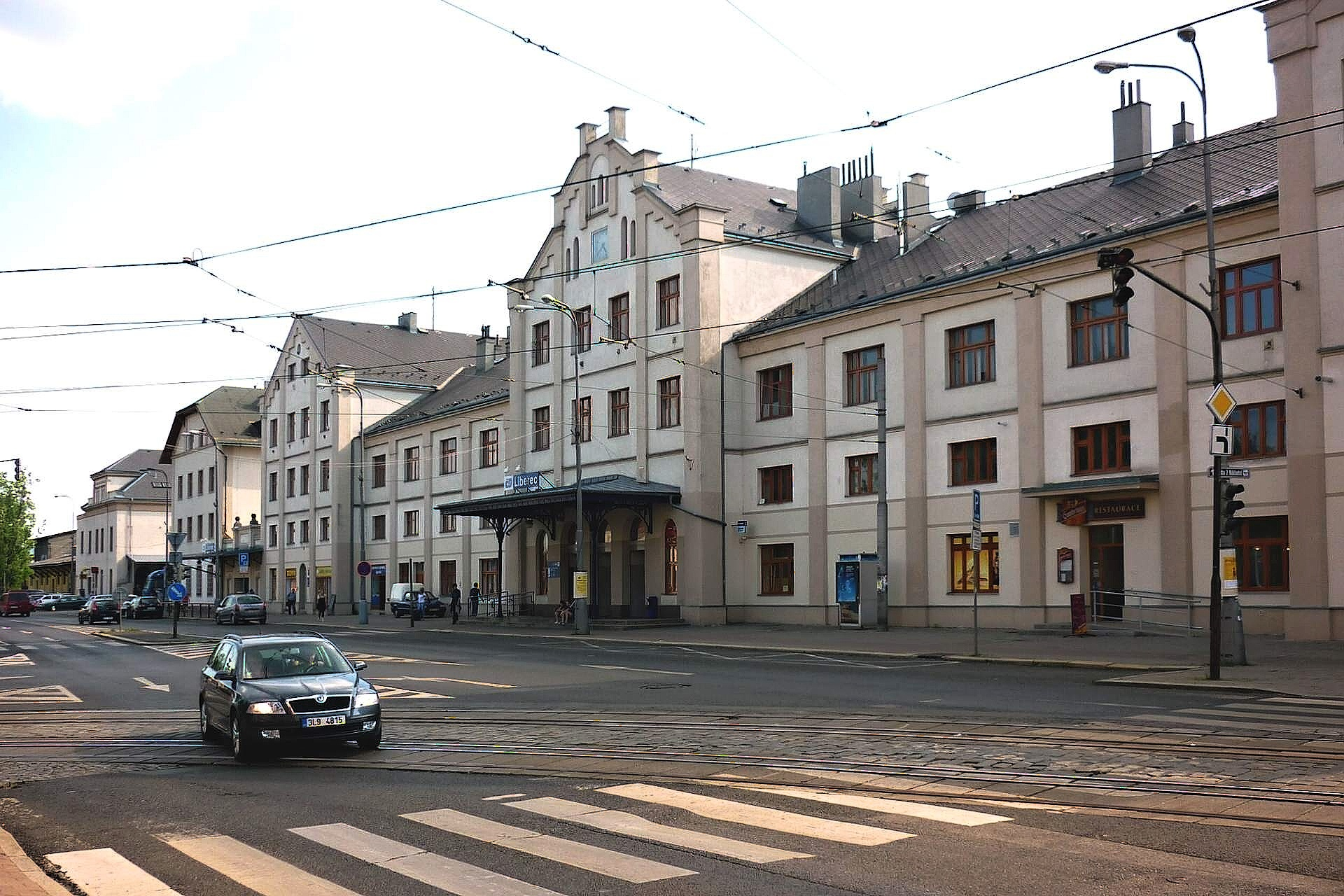
Liberec
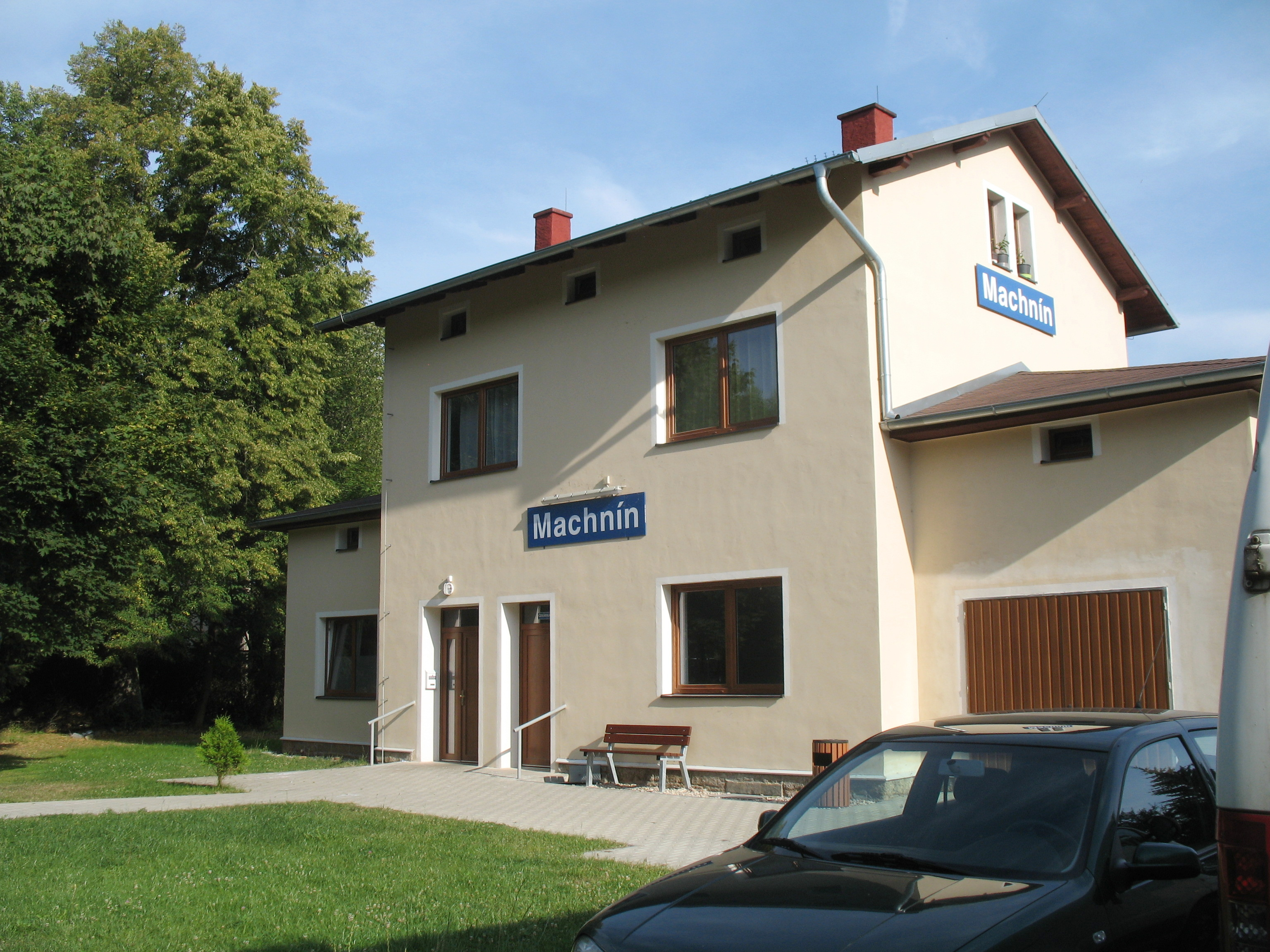
Machnín
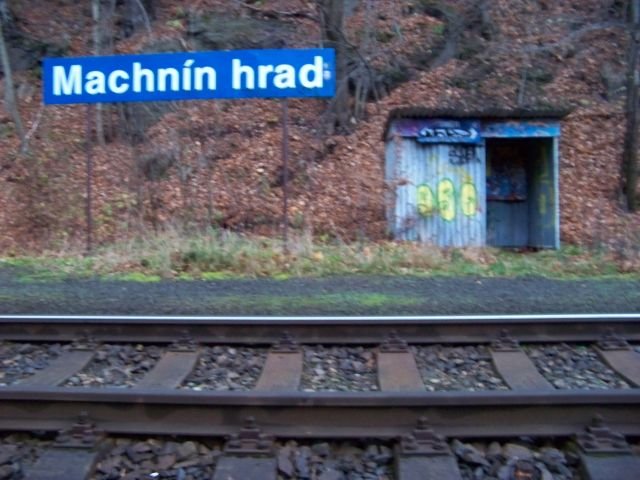
Machnín hrad
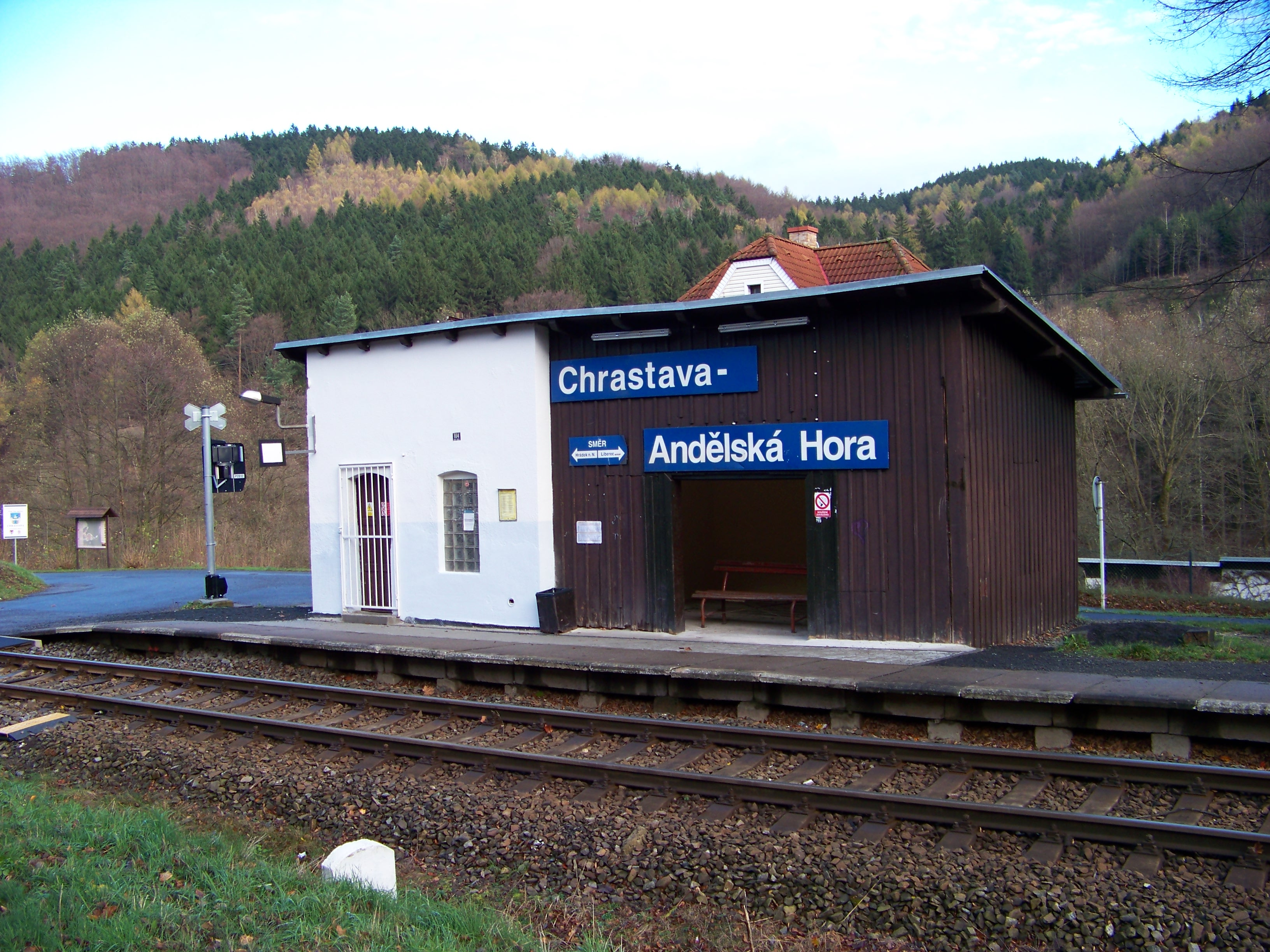
Chrastava-Andělská Hora
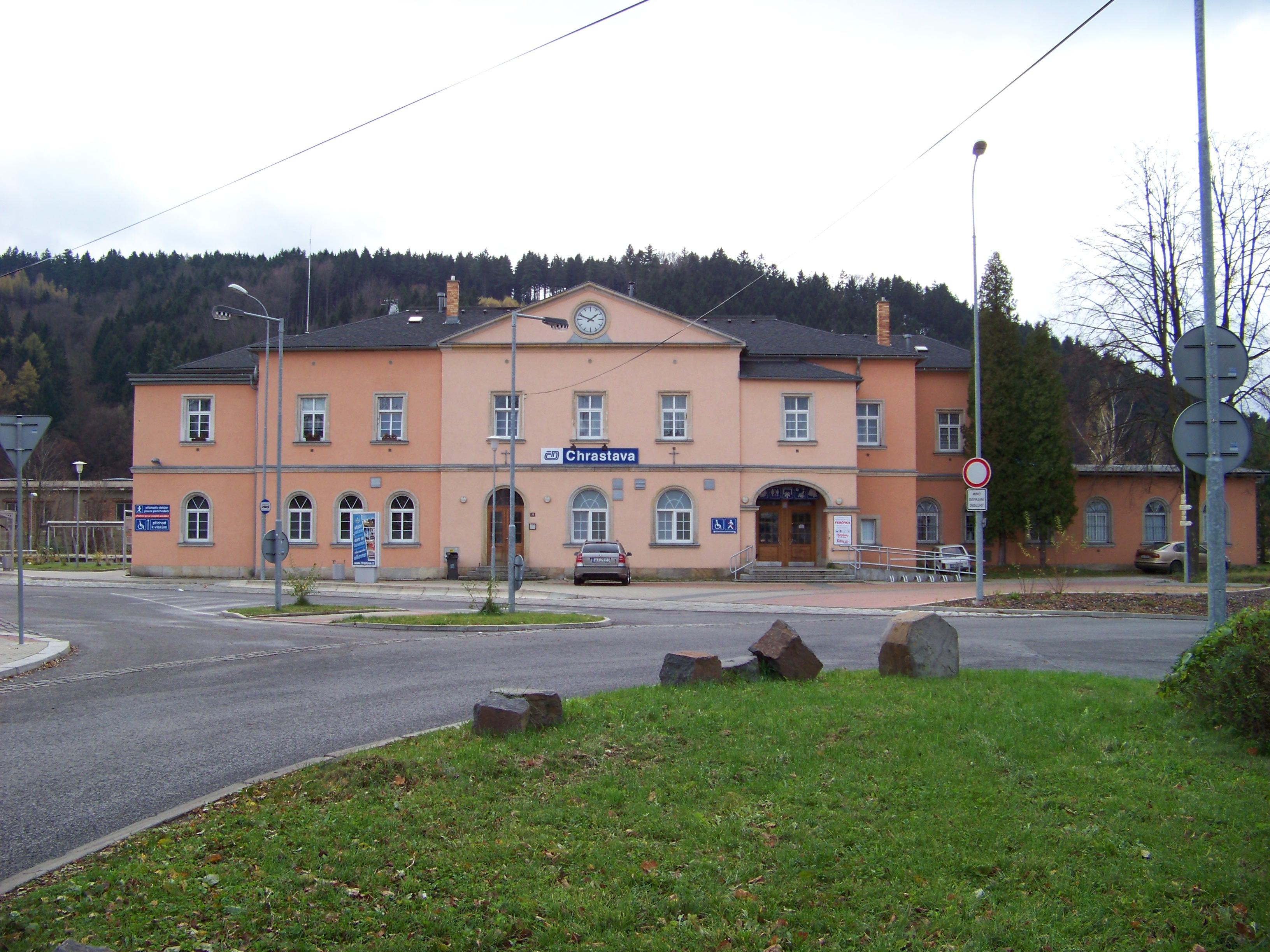
Chrastava
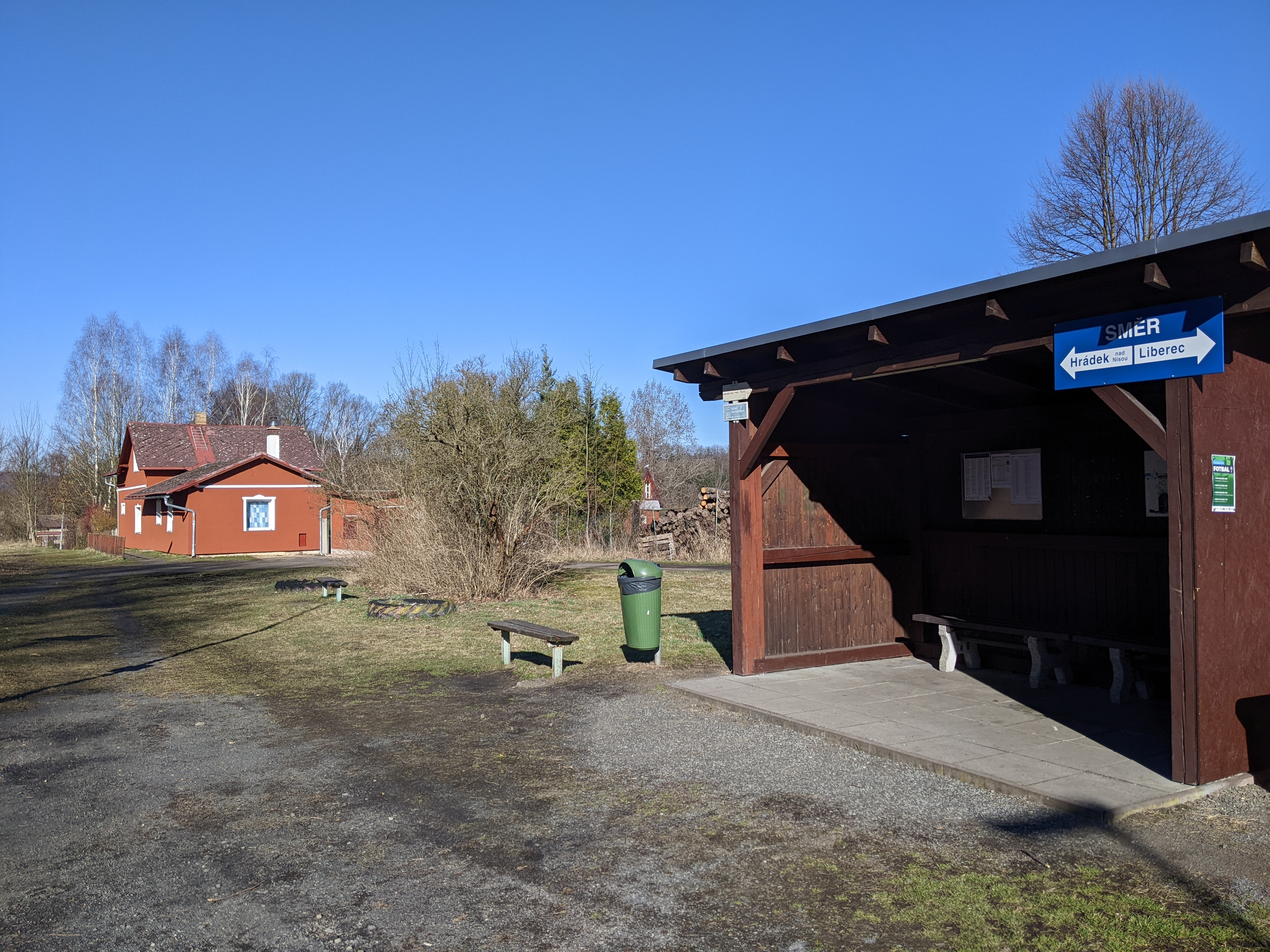
Bílý Kostel nad Nisou
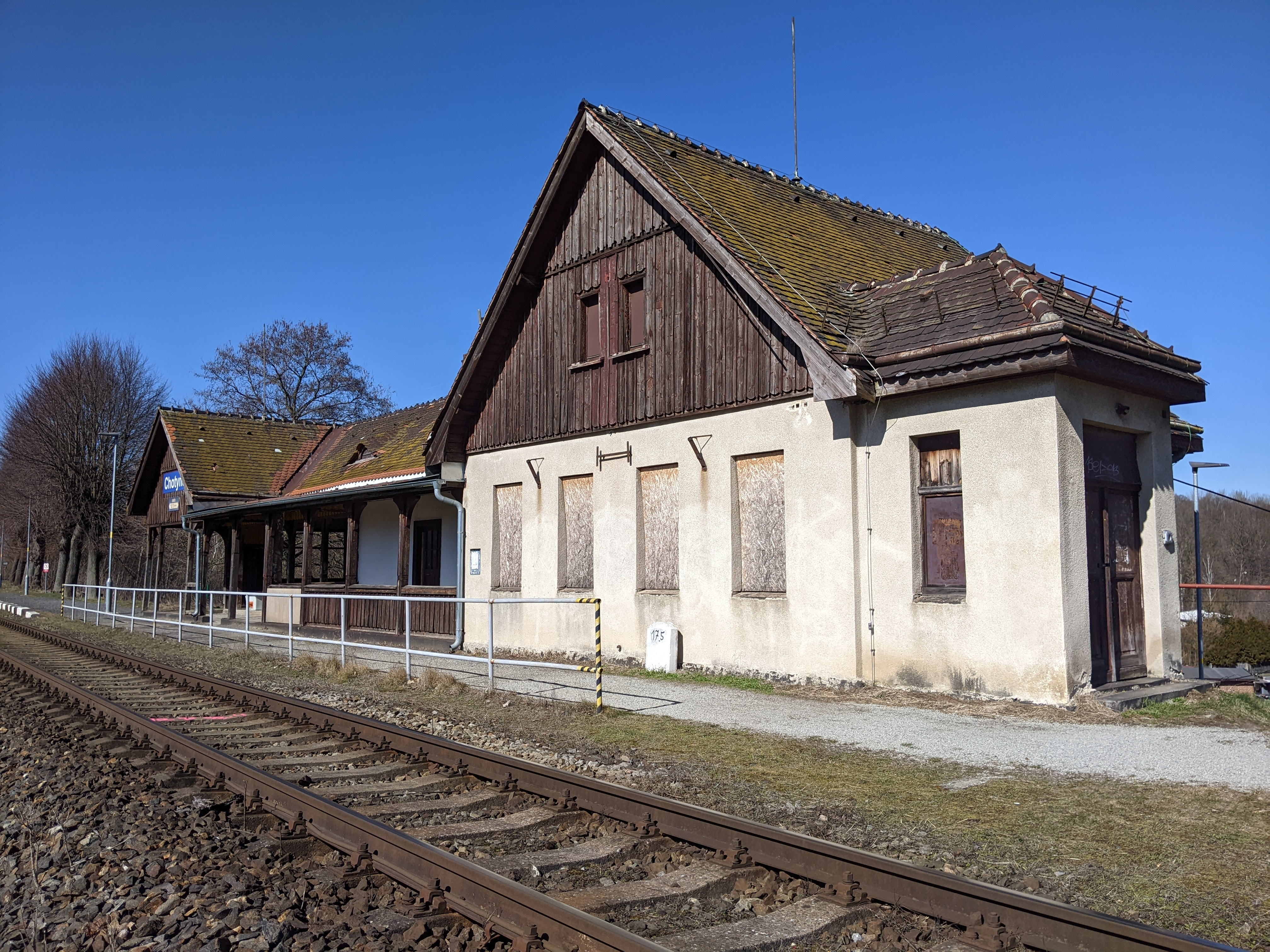
Chotyně
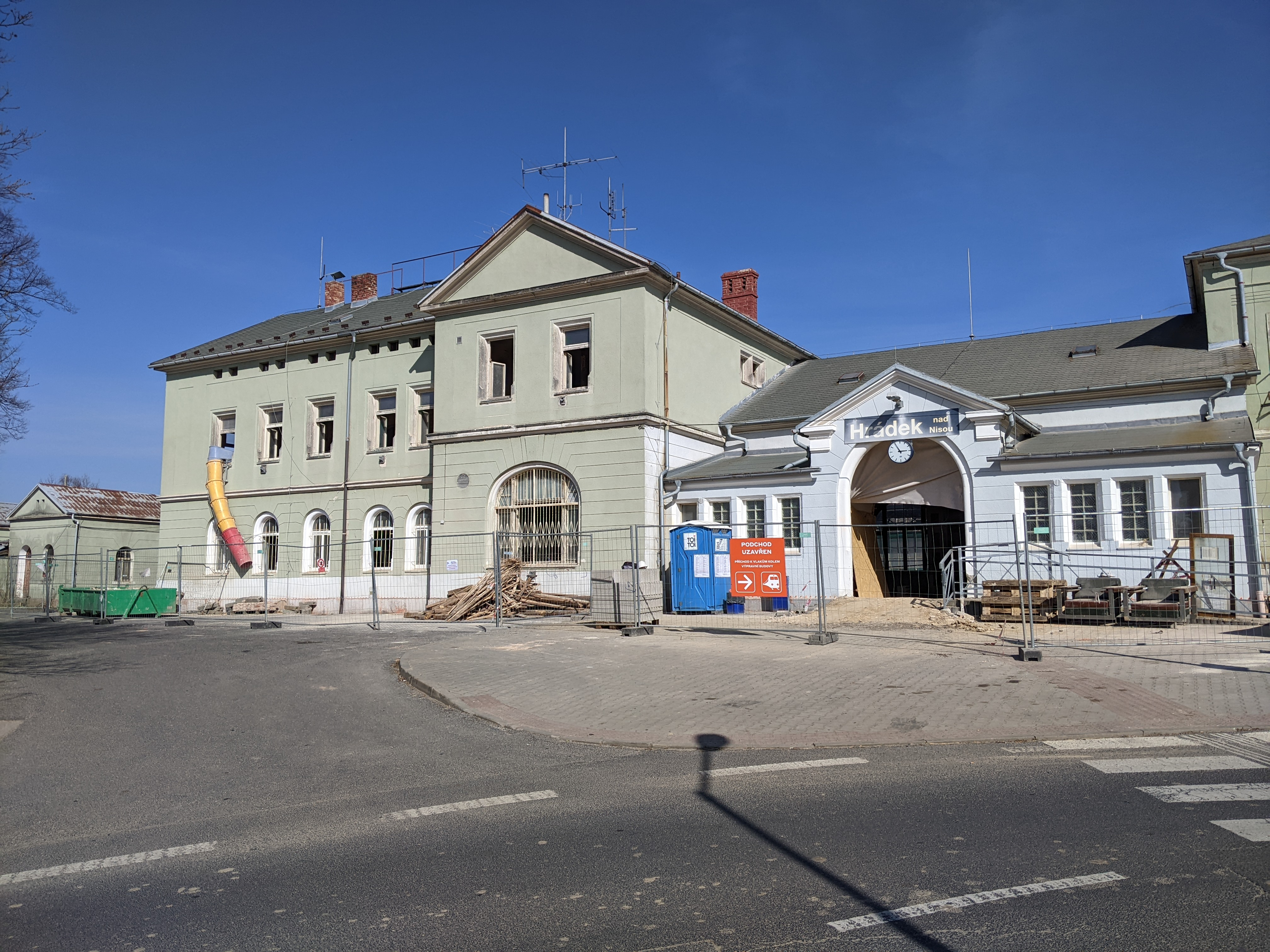
Hrádek nad Nisou
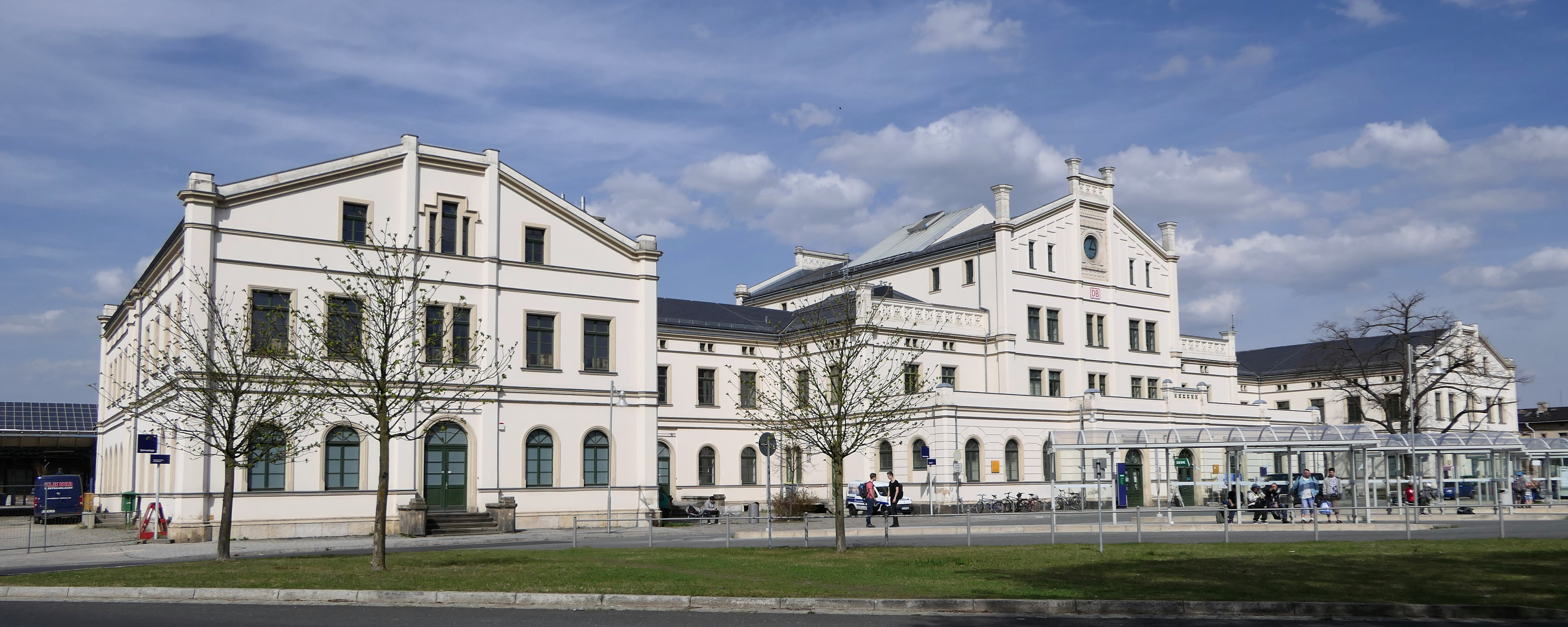
Zittau